# Marienhoffskolen
Marienhoffskolen er en folkeskole i Ryomgård. Den har 411 elever, fordelt på 0.-9. klassetrin, samt 73 ansatte.

## Historie
Marie Magdalene-Koed sognekommune benyttede før kommunalreformen i 1970 Ryomgaard Realskole som overbygningsskole, men 10. august 1971 indviede Midtdjurs Kommune Marienhoffskolen, der havde 3-årig realskole som foreskrevet i skoleloven fra 1958 med "Den blå Betænkning". Skolen rummede fra starten bibliotek.
Efter blot 4 år kom en ny skolelov. Realskolen blev afviklet, og niveaudelingen blev indført. Ungdomsskolen havde etableret sig i bygningen, og i 1981 blev der indrettet skoletandklinik. Fra 1995 skulle der også findes plads til skolefritidsordningen.
Elevtallet har stort set været konstant. I 2001 blev Pindstrup Skole nedlagt, og børnene derfra går nu i skole i Ryomgård. Skolen blev udbygget i 2001-02 og ombygget og renoveret i 2017-18.